# Geberit

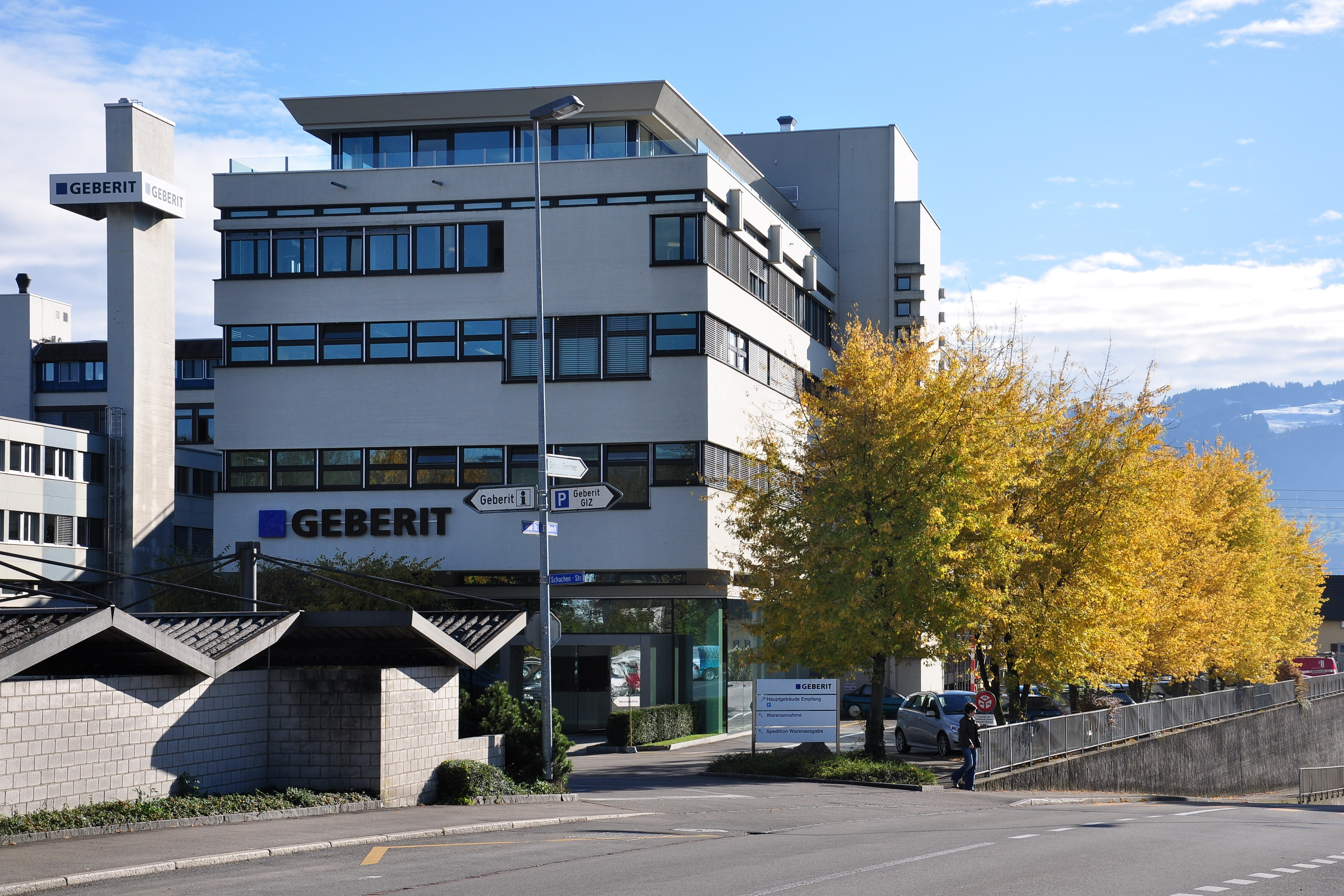
Geberit Edifício Em Jona (SG)

Geberit (pronúncia em alemão: [ˈɡəbeːrɪt] ou [ˈɡəbeːʁɪt]) é um grupo multinacional suíço, especializado na fabricação e suplementos para saneamento básico e sistemas relacionados. É uma das companhias lideres de mercado na Europa. e através de suas subsidiarias é uma das mais importantes do mundo.